# 甘薯南峰
24°16′49″N 121°22′48″E / 24.280278°N 121.379930°E
甘薯南峰位於太魯閣國家公園境內，台灣台中市和平區平等里與花蓮縣秀林鄉富世村交界上，顧名思義，是在甘薯峰南方，台灣百岳北二段甘薯峰與無明山之岔路口。山頂海拔3156.9公尺，無基石，旁為甘薯南峰營地。
1. ↑  . https://map.happyman.idv.tw/~mountain/twmap3/.   [2020-03-04]. （原始内容存档于2020-01-22）.